# شوکت علی‌اکبروا
شوکت علی‌اکبروا با نام کامل شوکت فیض‌اللّه قیزی علی‌اکبروا (به ترکی آذربایجانی: Şövkət Feyzulla qızı Ələkbərova) (۱۰ اکتبر ۱۹۲۲، باکو - ۷ فوریه ۱۹۹۳، باکو) یک خواننده آذربایجانی بود.

## زندگی‌نامه
شوکت علی‌اکبروا ۲۲ ماه اکتبر سال ۱۹۲۲ در شهر باکو در آذربایجان شوروی زاده شد. مادر وی نوازنده حرفه‌ای تار و پدرش کارگر بود و دوستدار موسیقی محلی بود. هر دو والدینش توجه و علاقه مشابهی نسبت به او قائل بودند. در سال ۱۹۳۷ و در دوران کودکی‌اش، یکی از فینالیست‌های مسابقه آوازخوانی انتخاب شد که در بین خوانندگان داوطلب برگزار و توسط آهنگ‌سازان و موسیقی‌دانان برجسته آذربایجانی مانند عزیر حاجی‌بیگف و بولبول قضاوت می‌شد. شوکت در کودکی نواختن کمانچه را فراگرفت. اولین اجرای وی شکسته قراباغ در اپرا و تئاتر باله آذربایجان در باکو بود که در آنجا توسط عزیر حاجی‌بیگف به‌عنوان همخوان گروه انتخاب شده و فعالیت حرفه‌ای خود را به‌عنوان خواننده آغازید. در دوران نوجوانی اش، از «آقالاربیگ علی‌وردی‌بیگف»، مربی موسیقی مقامی، و حسین‌قلی سرابسکی، خواننده اپرا، آموزش آوازخانی دید. در ابتدای فعالیت‌های خود، بیشتر متوسل به اجرای موسیقی فولکلور شد.
در طول جنگ جهانی دوم، شوکت علی‌اکبروا کنسرتهایی در بیمارستانها، ایستگاه‌های قطار و واحدهای نظامی به سربازان برپا می‌کرد و ابتدا آهنگهای وطن‌پرستی ساخته عزیر حاجی‌بیگف می‌خواند. روزانه حدود ۵۰ کنسرت اجرا می‌کرد، از جمله در مناطق دورافتاده مثل استالینگراد و اوکراین. از سال ۱۹۴۵ به بعد شروع به همکاری با تالار دولتی فیلارمونیک آکادمیک آذربایجان کرد. تا سال ۱۹۵۰ به عنوان خواننده ماهر آهنگ‌های فولکلور و ترانه‌ها شهرت یافت.
عمده اجراهای شوکت در دستگاه‌های سه‌گاه، قطار و شهناز است.
وی در کشورهایی چون ایران، فرانسه، سوئد، سری لانکا، افغانستان، هندوستان، الجزایر، ترکیه کنسرت‌هایی اجرا کرده‌است.
هنرمند شهیر آذربایجان در سال ۱۹۹۳ میلادی چشم از جهان فروبست و در پارک مفاخر باکو به خاک سپرده شد.

## چندی از ترانه‌ها
- ترانه قاراباغ اجرای ۱۹۷۰ در یوتیوب
- دورنالار (درناها) در یوتیوب
- گلمدین (نیامدی) در یوتیوب
- یئنه او باغ اولایدی در یوتیوب
- آنامین لای لاسی (لای لای مادرم) در یوتیوب